# Jenny Frankhauser

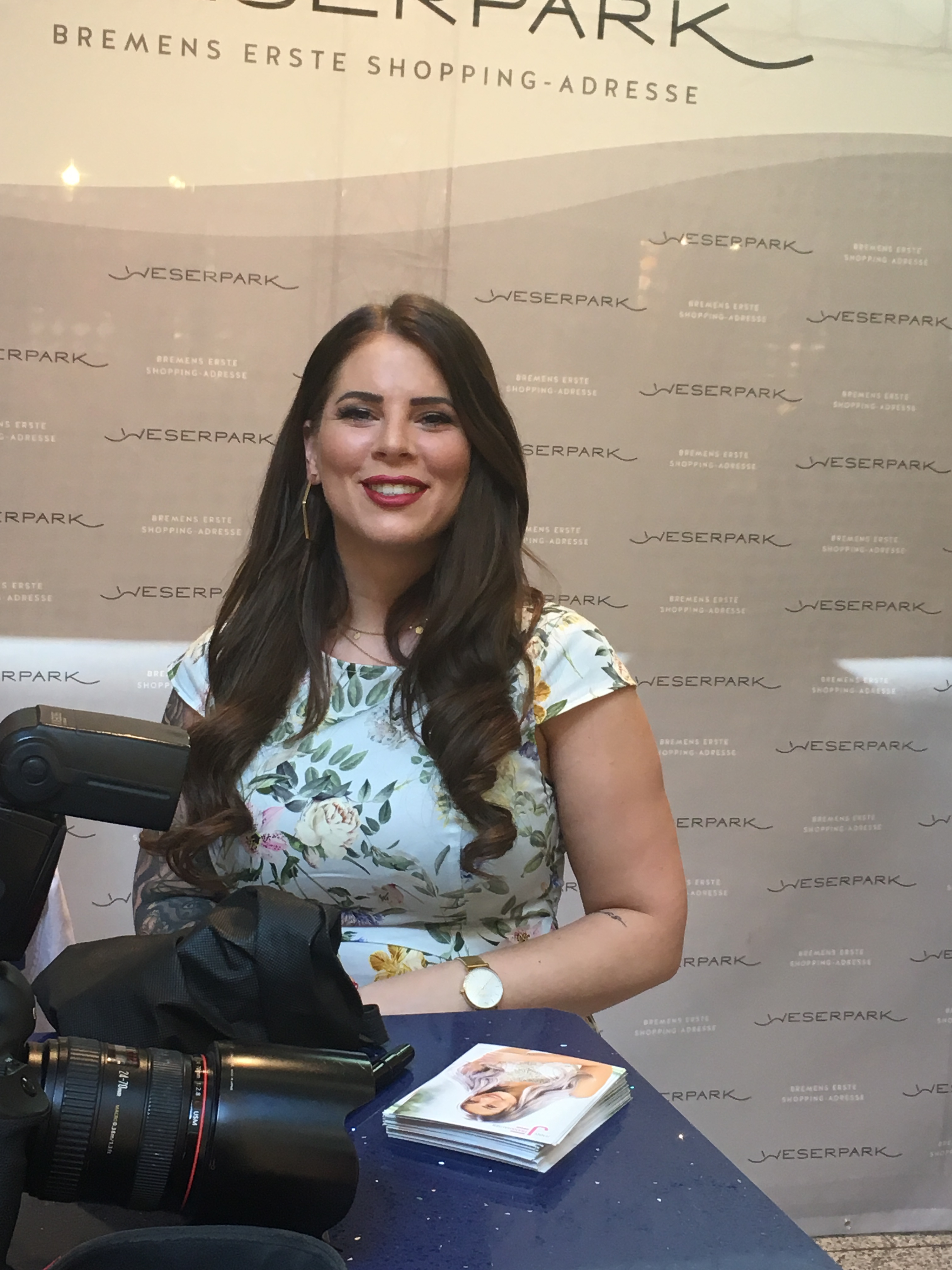
Jenny Frankhauser (2019)

Jennifer „Jenny“ Eileen Frankhauser (* 25. August 1992 in Ludwigshafen am Rhein) ist eine deutsche Reality-TV-Teilnehmerin und Sängerin.

## Leben
Jenny Frankhauser wuchs mit ihrem Halbbruder und ihrer Halbschwester Daniela Katzenberger als Tochter von Iris Klein und Andreas Frankhauser in Ludwigshafen auf. Die Eltern ließen sich wenige Jahre nach ihrer Geburt scheiden; ihr Vater starb 2017. Frankhauser ist seit ihrem 17. Lebensjahr gemeinsam mit ihren Familienmitgliedern in diversen Sendungen, meist Doku-Soaps rund um ihre Schwester Daniela Katzenberger, zu sehen gewesen. Mit dem Lied Die Zeit steht still war Jenny Frankhauser im August 2016 eine Woche auf Platz 64 der deutschen Single-Charts.
Im Januar und Februar 2018 nahm Frankhauser, wie ihre Mutter bereits 2013, an der Reality-Show Ich bin ein Star – Holt mich hier raus! teil und gewann diese nach Telefonvoting.
Im August 2020 nahm Frankhauser an der 8. Staffel der Sat.1-Realityshow Promi Big Brother teil und belegte den siebzehnten Platz, nachdem sie am sechsten Tag die Sendung freiwillig verließ.
Mit Steffen König ist sie seit 2019 liiert. Im September 2022 wurden sie Eltern eines Sohnes. Die Schwangerschaft wurde für die Serie Jenny & Steffen im Babyglück für den Sender TLC verfilmt. Der zweite Sohn wurde im März 2024 geboren.

## Fernsehsendungen
- 2010–2013: Daniela Katzenberger – natürlich blond (VOX) (Gastauftritt)
- seit 2015: Daniela Katzenberger (RTL II, VOX) (Gastauftritt)
- 2018: Ich bin ein Star – Holt mich hier raus! (RTL) (Gewinnerin)
- 2018: Das perfekte Promi-Dinner – Dschungelspezial (VOX)
- 2018: Nachsitzen! – Promis zurück auf die Schulbank (RTL)
- 2018: Nachtcafé (SWR) (Gastauftritt)
- 2018: Ninja Warrior Germany Promi-Special (RTL)
- 2020: Ich bin ein Star – Die große Dschungelparty (RTL)
- 2020: Promi Big Brother (Sat.1)
- 2021: Ich bin ein Star – Die große Dschungelshow (RTL) (Gastauftritt)
- 2021: Krass Schule – Die jungen Lehrer (RTL ll) (Gastauftritt)
- 2021: Das Supermarktquiz – Promis kaufen ein  (RTL ll)
- 2022: Ich bin ein Star – Die Stunde danach (RTL)
- 2022: Jenny & Steffen im Babyglück (TLC)

## Diskografie
EP
- 2018: Dschungel EP

Singles
- 2016: Die Zeit steht still
- 2016: Mehr Liebe geht nicht
- 2017: Du machst mich schwerelos
- 2019: Zwischen zwei Stühlen – Jenny Frankhauser & Feel Glück
- 2020: Du bist da
- 2020: Goldene Zeit
- 2021: Sag ja – Jenny Frankhauser feat. Bernd Kieckhäben
- 2022: Mein Löwe